# Elena Sánchez
María Elena Sánchez González (Barcelona, 22 de outubro de 1994) é uma jogadora de polo aquático espanhola, medalhista olímpica.

## Carreira
Sánchez fez parte da Seleção Espanhola de Polo Aquático Feminino nos Jogos Olímpicos de Verão de 2020 em Tóquio, que conquistou a medalha de prata após confronto na final contra a equipe estadunidense.